# Donatella Albano
Donatella Albano (Bordighera, 21 gennaio 1958) è una politica italiana.

## Biografia

### Attività politica
Nel dicembre 2012 si è candidata alle primarie per la scelta dei candidati parlamentari del Partito Democratico in vista delle elezioni del 2013, risultando la prima classificata in provincia di Imperia.

#### Elezione a senatore
Alle elezioni politiche del 2013 è candidata al Senato della Repubblica, in regione Liguria, come capolista del Partito Democratico, venendo eletta senatrice della XVII Legislatura.
Non è più ricandidata alle elezioni politiche del 2018, in quanto esclusa dalle liste del Partito Democratico.